# Йота Андромеды
Йо́та Андроме́ды (ι And, ι Andromedae) — бело-голубая звезда главной последовательности в созвездии Андромеды. Имеет звёздную величину +4,29 и удалена от Земли на 500 световых лет. Звезда была одной из наименее переменных звёзд, наблюдавшихся во время миссии Hipparcos.

## Названия
- В египетском звёздном каталоге XVII века «Calendarium of Al Achsasi Al Mouakket» звезда обозначена как Keff al-Salsalat (كف المسلسلة — kaf al-musalsala) и в переводе на латинский язык — Manus Catenata, что значит «рука женщины, закованной в цепи»[8].

- В китайской традиции звезду относят к астеризму «Летающая змея» — 螣蛇 (Téng Shé). Он состоит из ι And, α Ящерицы, 4 Ящерицы, π2 Лебедя, π1 Лебедя, HD 206267, ε Цефея, β Ящерицы, σ Кассиопеи, ρ Кассиопеи, τ Кассиопеи, AR Кассиопеи, 9 Ящерицы, 3 Андромеды, 7 And, 8 And, λ And, κ And и ψ And. Сама Йота Андромеды известна как 螣蛇二十二 (Téng Shé èrshíèr) — «двадцать вторая звезда Летающей змеи».[9]